# Adriana Pincherle
Adriana Pincherle (Roma, 1905 - Florencia, 1996) fue una pintora italiana.

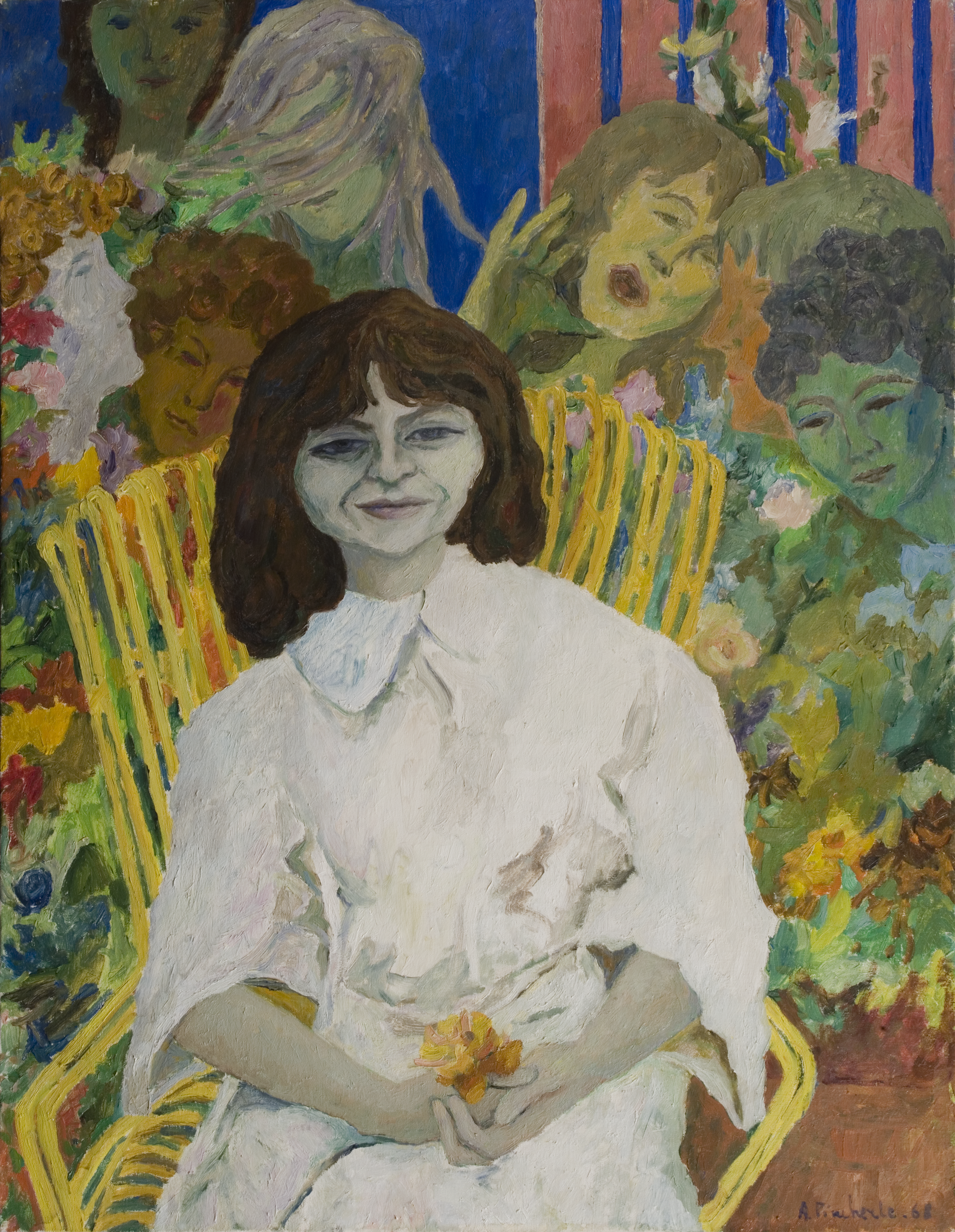
Adriana Pincherle, Retrato de Elsa Morante

## Niñez y educación
Adriana Pincherle, la hermana mayor del escritor Alberto Moravia, provenía de una familia de clase media alta. Su padre, Carlo Pincherle, era judío y su madre, Isa De Marsanich, era católica. Desde temprana edad, Pincherle se interesó en las acuarelas de su padre, y probablemente desde entonces desarrolló una sensibilidad al arte y al color. Después de acabar sus estudios clásicos, comenzó a asistir al atelier ‘para señoras jóvenes' de Alfredo Petrucci y se matriculó en la Scuola Libera del Nudo en la Accademia di Belle Arti di Roma. Durante sus estudios, conoció a Mimmo Spadini y a Scipione, gracias a quienes  fue capaz de introducirse en el entorno artístico Romano.

## Carrera
Pincherle hizo su debut artístico en 1931 en el espectáculo del grupo “Prima mostra romana d'arte femminile” en la Galleria di Roma, donde fue vista por Roberto Longhi. En 1932, en la misma galería, exhibió uno de sus trabajos al mismo tiempo que Corrado Cagli. Al ser observada por Longhi, la obra la convirtió en la  favorita de los dos artistas. Su crecimiento personal e intelectual se debió al intercambio en sus estudios entre la Scuola Romana y la escuela de pintores del grupo de la Vía Cavour, pero la madurez en el campo de la pintura y en su estilo empezó con su estancia en París en 1933. Durante la Segunda Guerra Mundial,  comenzó a experimentar con la técnica de témpera. Fue particularmente influida por el movimiento Impresionista y los estilos de Fauves, Renoir, y Matisse.
Nuevamente de regreso a Florencia en 1933, Pincherle hizo su primera aparición en la Sala d'arte delle Nazioni y en la Galerie de la Jeune Europa en París. Conoció a los fundadores del grupo “I sei di Torino”, que estimularon la reelaboración de su trabajo en francés. Entre 1934 y 1936, la artista se dedicó a exhibir su trabajo, incluyéndolo en la Exposición de Arte italiano Contemporáneo en los EE. UU. en 1934, en la segunda Roma Quadriennale de 1935 y en la galería "La Cometa" en 1936.
En los años siguientes, exhibió en diferentes exposiciones  en Roma, Florencia, Milán, y Venecia. Roberto Longhi presentó su trabajo en la Galleria del Vantaggio en Roma en 1955, lo que demostró su crecimiento artístico a lo largo de su carrera. A menudo, la pintora no firmaba sus obras hasta el momento de su venta o exposición.
A pesar de la muerte de su marido en 1966, Pincherle continuó pintando hasta los últimos días de su vida, aunque sufría pérdida de memoria. Murió luego de un ataque al corazón el 8 de enero de 1996.

## Vida privada
Conoció al pintor Onofrio Martinelli en Genoa y se casaron en 1934. Pincherle y Martinelli se mudaron a su casa en Florencia en 1934. Con la llegada de la Segunda Guerra Mundial y la discriminación racial, Pincherle se vio forzada a esconderse en ciudades pequeñas incluyendo Bibbiena, Vallombrosa y Tarento debido a su ascendencia judía. Después del fin de la guerra, la pareja comenzó una serie de viajes anuales a París, en una búsqueda continua de obras de arte francesas contemporáneas.

## Estilo
Adriana Pincherle mostró una preferencia para el retrato. También admitió que disfrutaba pintando con témpera más que con óleo. Además,  prefería mezclar diferentes técnicas de pintura. En su estilo, caracterizado por colores vibrantes,  se pueden reconocer sus homenajes a los trabajos de Scipione, las pinceladas punzantes propias de Carlo Levi, y otras técnicas practicadas por pintores que la influenciaron en 1933, entre ellos Soutine, Pascin, Chagall, y Derain. Otra fuente de inspiración para la pintora fue su padre y su estilo de acuarela, inspirado en Monet. 